# SNCF BB 20200 sorozat

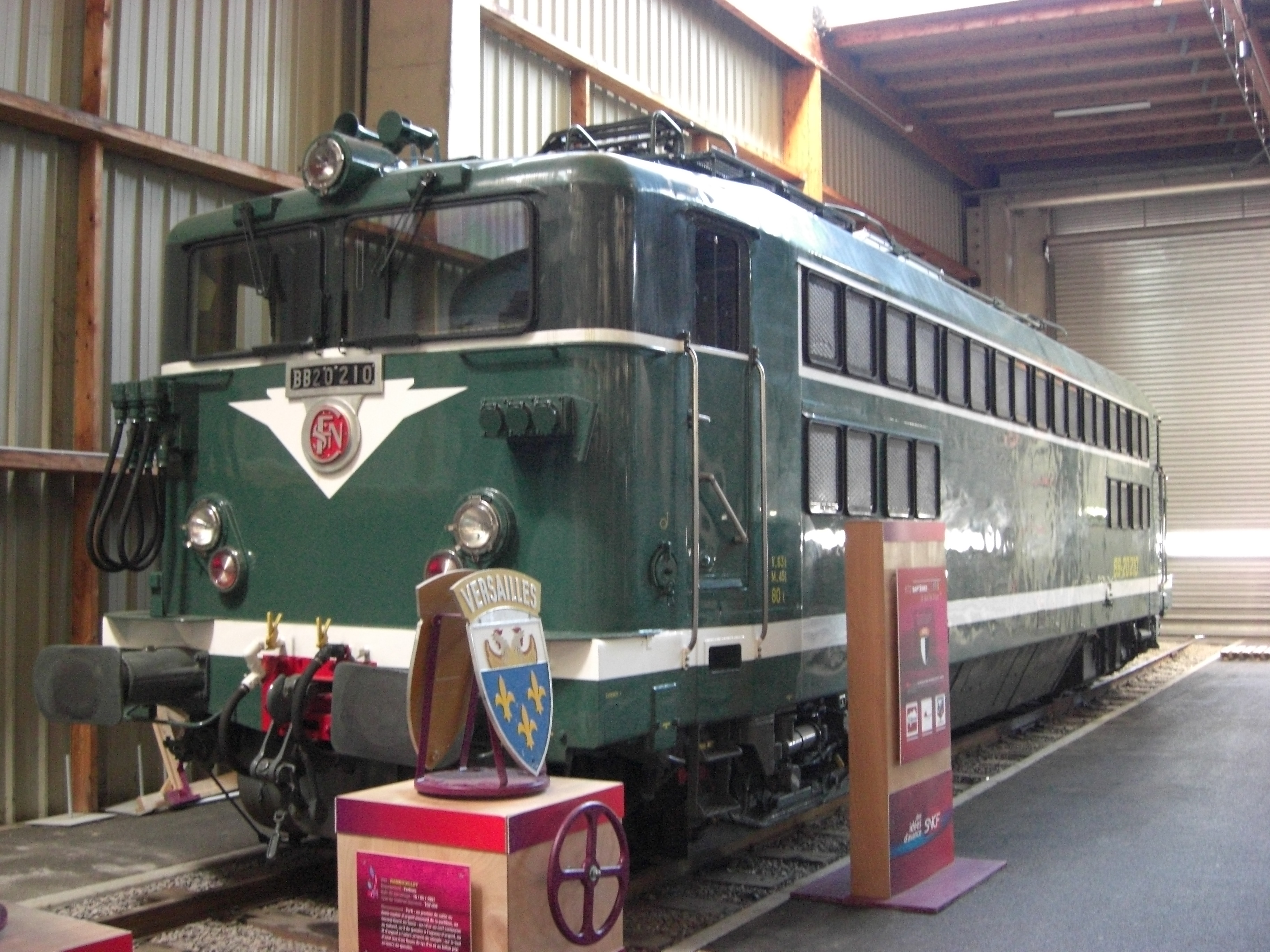

Az SNCF BB 20200 sorozat egy normál nyomtávolságú, Bo’Bo’ tengelyelrendezésű francia kétáramnemű (25 kV 50 Hz és 15 kV, 16 2/3 Hz váltakozó áram) villamosmozdony sorozat volt. Az Alstom gyártott belőle összesen 13 db-ot 1970-ben. Feladatuk Franciaországból Svájc és Németország felé a távolsági vonatok mozdonycsere nélküli vontatása volt. Az SNCF 2006-ban selejtezte a sorozatot. Helyüket a SNCF BB 37000 sorozat vette át. A BB 20210 pályaszámú mozdony a franciaországi Cité du train vasúti múzeumban van kiállítva.